# L'Enlèvement (film, 2018)
Pour les articles homonymes, voir L'Enlèvement.
Pour plus de détails, voir Fiche technique et Distribution.
L'Enlèvement (The Wedding Guest) est un film britannique, réalisé par Michael Winterbottom et sorti en 2018.

## Synopsis
Un homme avec de faux passeports part pour le Pakistan et une fois arrivé, il achète du ruban adhésif, deux armes à feu et une valise, et loue deux voitures différentes à des endroits différents. La veille du mariage de Samira, il kidnappe la jeune fille et tue un garde en fuite. Le ravisseur arrête la voiture et demande à Samira si elle voulait se marier ou si elle voulait traverser la frontière et aller à Deepesh. La jeune fille dit qu’elle ne veut pas se marier, alors l’homme part et s’arrête à une autoroute où ils changent tous les deux de vêtements et continuent leur voyage vers le temple d’or. Il s’avère donc que Samira avait tout organisé parce qu’elle ne voulait pas se marier mais voulait s’enfuir avec son petit ami Deepesh. 
L’homme rencontre Deepesh qui le paie pour le travail qu’il a fait mais dit qu’il ne veut pas voir Samira et doit la ramener à la maison parce qu’il a tué un garde en enlevant la fille. Une fois de retour à l’hôtel de Samira, l’homme lui dit que Deepesh ne veut pas la voir et elle après avoir pleuré dit qu’elle aurait dû s’échapper avec Deepesh avec les diamants qu’il avait volés et remplacés par des faux à la bijouterie où il travaillait. Le lendemain, Samira dit qu’elle ne veut pas partir sans voir Deepesh, alors l’homme l’appelle et lui dit de louer une voiture et où se trouve le point de rendez-vous. Pendant le trajet en voiture, Samira demande à l’homme de la laisser seule avec Deepesh, alors dans un endroit isolé, elle sort de la voiture et les laisse tranquilles. En écoutant leur querelle, l’homme intervient et se bat avec Deepesh qui meurt. Samira au volant lui demande s’il est mort et après avoir reçu une réponse positive dit qu’ils s’échapperaient avec des diamants. Pour éliminer les preuves du meurtre, l’homme achète le nécessaire pour pouvoir brûler le corps de Deepesh. Samira et l’homme séjournent dans un hôtel au nom de Deepesh et les deux s’embrassent à la piscine. 
Chaque jour, les deux font le tour des villes de l’Inde avec de faux documents jusqu’à ce qu’ils s’arrêtent dans une maison près d’une plage où les deux, maintenant amoureux, font l’amour et il dit à Samira que son vrai nom est Asif. Après avoir passé la nuit ensemble, Samira se réveille, prend une partie de l’argent qu’Asif avait gagné en vendant un diamant, de faux documents et des feuilles. Asif après un petit réveil et regarde dans toute la maison pour Samira qui au bout d’un moment l’appelle. Elle dit qu’elle est désolée et qu’elle n’a pas pu rester car personne ne connaît l’identité de lui alors qu’elle sera toujours fouillée, Asif remercie pour la part d’argent qu’elle lui a laissée et dit de l’appeler pour tout ce dont elle a besoin.

## Fiche technique
- Titre original : The Wedding Guest
- Titre français : L'Enlèvement
- Réalisation : Michael Winterbottom
- Scénario : Michael Winterbottom
- Musique : Harry Escott
- Pays d'origine : Royaume-Uni
- Genre : thriller
- Date de sortie : 2018

## Distribution
- Dev Patel (VF : Sébastien Hébrant) : Jay
- Radhika Apte (VF : Mélissa Windal) : Samira
- Jim Sarbh (VF : Quentin Minon) : Deepesh
- Harish Khanna (VF : Bruno Georis) : Nittin